# 伯德开局
伯德开局是封闭性开局的一种。最早由西班牙棋艺理论家鲁塞纳（Luis Ramírez de Lucena）于 15 世纪未提出,经英国棋手亨利·伯德（Henry Bird）在 19 世纪后半叶多次运用后成为正规开局。着法为：1.f4 。白方战术包括控制 e5 格，以略微削弱自己的王翼为代价提供良好的进攻机会。